# 神秘博士与致命死亡的诅咒
《神秘博士与致命死亡的詛咒》（英語：Doctor Who and the Curse of Fatal Death），简称为《致命死亡的詛咒》，是《神秘博士》慈善活动红鼻子日特别篇，1999年3月12日首播于英國廣播公司第一台。在喜剧救济播出轻松的特别短篇是英国流行电视节目的长期传统。
本集两次成为《神秘博士杂志》的封面，这对本节目常规故事都不多见。本集是“神秘博士杂志存档”中唯一的恶搞故事，也唯一在BBC官方网站上有独家镜头背后文章的恶搞节目。录像带通过BBC Video发行。它也是BBC在1996年电影和2005年复活篇之间唯一一个BBC播放的《神秘博士》实景拍摄节目。
本集是本节目1996年电影和2005年复活篇之间的作品桥梁（但情节不连续）。本集是节目“老”“新”版本间的桥梁，是史蒂芬·莫法特为本节目写的第一本剧本，是The Mill第一次为本节目进行后期制作，是唯一包括女博士的集，最后的表演是长期为Dalek配音的Roy Skelton最后一次表演。执行制作人比·乃爾之后在2010年写了《文森特與博士》。